# HabCat
Catalogul sistemelor stelare apropiate care sunt locuibile (aproximativ din engleză The Catalog of Nearby Habitable Systems (prescurtat HabCat)) este un catalog de sisteme stelare care au planete teoretic locuibile. Lista a fost realizată de oamenii de știință Jill Tarter și Margaret Turnbull sub auspiciile Proiectului Phoenix, o parte a SETI.
Lista se bazează pe Catalogul Hipparcos (care conține 118.218 stele), realizându-se o filtrare a datelor din catalog pe o gamă largă de caracteristici a sistemelor stelare. Lista actuală conține 17.129 de „stele «locuibile»” (engleză „HabStars”).